# Johannes von Schlabrendorff
Johannes von Schlabrendorff O.Praem († 12. August 1520) war von 1501 bis 1520 Bischof von Havelberg.

## Leben
Johannes entstammt dem märkischen Adelsgeschlecht Schlabrendorff. Er studierte 1484 in Rostock, 1485 in Leipzig und 1491 in Bologna, wo er am 7. Juli 1494 zum Dr. iur. utr. promoviert wurde. Nach der Promotion wurde Johannes kurbrandenburgischer Rat. Er nahm 1496/97 als Gesandter von Kurfürst Johann am Reichstag in Lindau teil.  Johannes erhielt 1498 die Propstei Salzwedel und war Domherr in Havelberg.
Nach dem Tod von Bischof Otto II. von Königsmarck wurde er vom Kurfürsten von Brandenburg zum Bischof von Havelberg nominiert und am 29. August 1501 vom Domkapitel zum Bischof gewählt. Die Konsekration durch den Lebuser Bischof Dietrich von Bülow erfolgte am 19. Juli 1503.
Johannes baute seine Residenz in Wittstock aus. Er schuf vier Kommendenstellen für die dortige Burgkapelle und stiftete die Wallfahrtskirche Alt Krüssow. In seiner Amtszeit wurden 1504 das Havelberger Missale und 1511 die Havelberger Breviere gedruckt. Auf Anordnung des Kurfürsten wandelte Johannes 1507 das prämonstratensische Domkapitel in ein weltliches Stift um, trug jedoch bis ans Lebensende den Ordenshabit.
Johannes starb am 12. August 1520, er wurde im Havelberger Dom beigesetzt.